# Edward Weston (químico)
Edward Weston (Shropshire, 9 de maio de 1850 — Montclair, 20 de agosto de 1936) foi um químico inglês.

## Carreira
Conhecido por suas contribuições à galvanoplastia e o desenvolvimento da célula eletroquímica, denominada célula de Weston, para voltagem padrão. Weston foi um competidor de Thomas Edison nos dias iniciais da geração e distribuição de eletricidade.

## Patentes (lista selecionada)

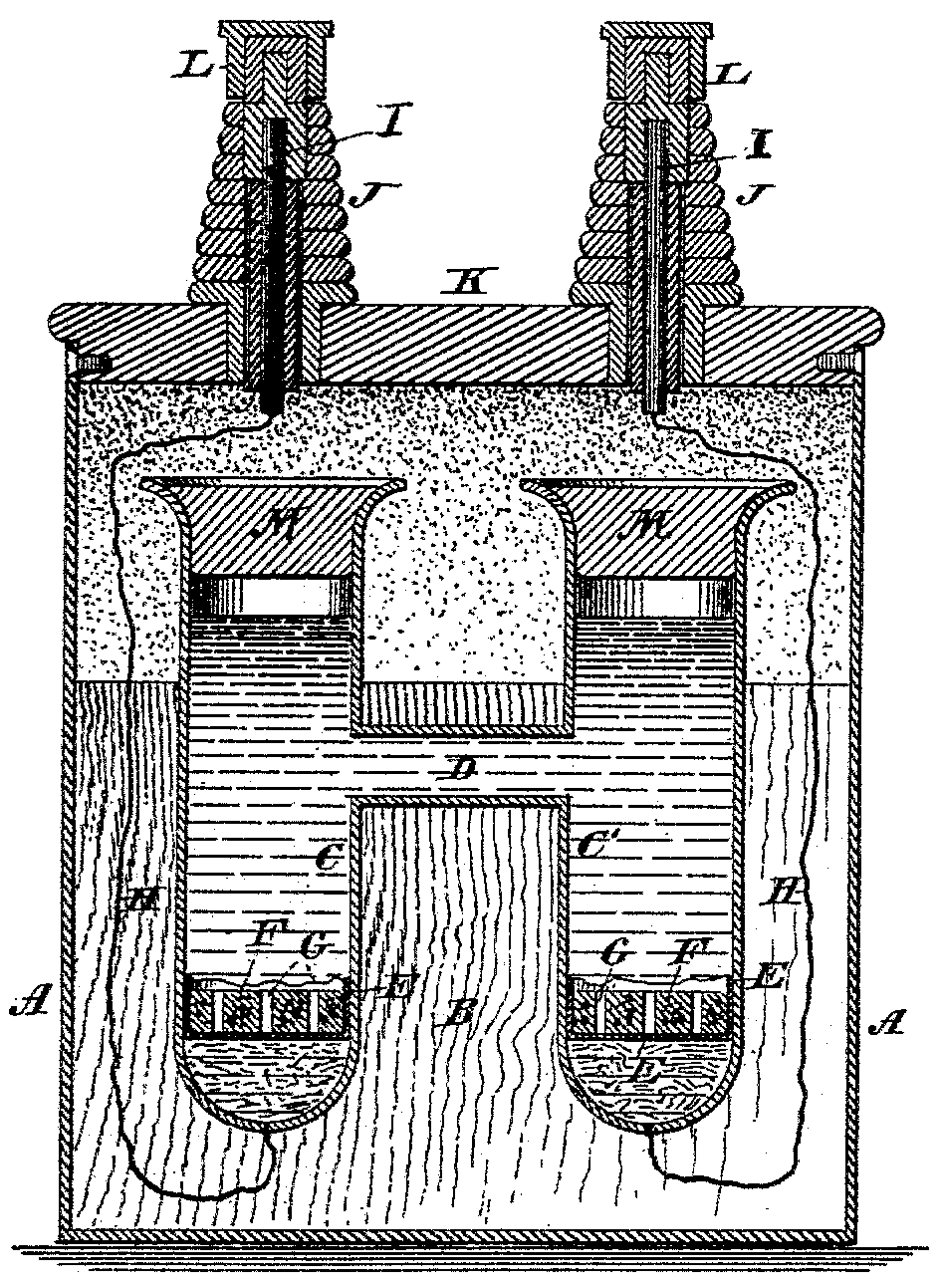
Célula saturada de cádmio de Weston

- Patente E.U.A. 381 304 (Patente E.U.A. RE10,944)
- Patente E.U.A. 381 305 (Patente E.U.A. RE10,945)
- Patente E.U.A. 389 124
- Patente E.U.A. 389 125
- Patente E.U.A. 497 482
- Patente E.U.A. 494 827, "Voltaic cell"